# Бриганти, Винченцо
Винченцо Бриганти (итал. Vincenzo Briganti; 1766—1836) — итальянский ботаник и миколог.

## Биография
Винченцо Бриганти родился 7 июня 1766 года в коммуне Сальвителле в семье Дженнаро Бриганти и Лауры Грасси. Изучал медицину и естественные науки в Неаполитанском университете, в 1789 году окончил его со степенью доктора. Затем он на протяжении нескольких лет путешествовал по различным провинциям Неаполитанского королевства, собирал образцы насекомых, растений и грибов. В 1809 году он был назначен профессором ботаники. Впоследствии Винченцо решил посвятить себя изучению микологии. Основной его труд, Historia fungorum regni Napolitani, посвящённый грибам Италии, был издан его сыном Франческо в 1848 году, уже после смерти Винченцо. 5 апреля 1836 года Винченцо Бриганти скончался в Неаполе.
Гербарий Винченцо Бриганти вместе с образцами Франческо Бриганти в настоящее время хранится в Неаполитанском университете имени Фридриха II (NAP) в Неаполе.

## Некоторые научные работы
- Briganti, V.; Briganti, F. (1837—1848). Historia fungorum regni Napolitani. 5 vols.

## Роды, названные в честь В. Бриганти
- Brigantiella (Sacc.) Sacc., 1905 [syn.  Lophiostoma Ces. & De Not., 1863]